# Loxaspilates arisana
Loxaspilates arisana är en fjärilsart som beskrevs av Matsumura 1931. Loxaspilates arisana ingår i släktet Loxaspilates och familjen mätare. Inga underarter finns listade i Catalogue of Life.